# Kottakuppam
Kottakuppam là một thị xã panchayat của quận Viluppuram thuộc bang Tamil Nadu, Ấn Độ.

## Nhân khẩu
Theo điều tra dân số năm 2001 của Ấn Độ, Kottakuppam có dân số 24.076 người. Phái nam chiếm 50% tổng số dân và phái nữ chiếm 50%. Kottakuppam có tỷ lệ 66% biết đọc biết viết, cao hơn tỷ lệ trung bình toàn quốc là 59,5%: tỷ lệ cho phái nam là 73%, và tỷ lệ cho phái nữ là 58%. Tại Kottakuppam, 13% dân số nhỏ hơn 6 tuổi.